# محمد سيماكان
محمد سيماكان (مواليد 3 مايو 2000) هو لاعب كرة قدم فرنسي يلعب في مركز الدفاع في نادي النصر السعودي.